# Momento magnetico
In fisica, in particolare in elettromagnetismo, il momento di dipolo magnetico, o semplicemente momento magnetico, di un magnete è una grandezza che quantifica la forza che il magnete stesso esercita su una corrente elettrica e la torsione che il campo magnetico produce interagendo con esso. Compare nel primo termine dello sviluppo in multipoli del campo magnetico, nel termine di dipolo magnetico.
Ogni campo magnetico dipolare è simmetrico rispetto alle rotazioni intorno ad un determinato asse, di conseguenza è consueto descrivere il momento di dipolo magnetico che genera tale campo come un vettore con direzione lungo l'asse. Solitamente si considerano il momento magnetico relativo al moto di cariche elettriche ed il momento magnetico intrinseco delle particelle elementari cariche, associato allo spin. Il contributo nel primo caso può essere ricavato conoscendo la distribuzione spaziale delle correnti (o, equivalentemente, del moto delle cariche) nel sistema, mentre nel secondo caso il vettore momento magnetico intrinseco delle particelle è un numero fissato, misurato sperimentalmente con grande precisione.
Quello dell'elettrone è, ad esempio, −9.284764×10−24 J/T, e la direzione di tale vettore è interamente determinata dalla direzione dello spin. Esiste infatti una stretta connessione tra il momento angolare e il momento magnetico, espressa dall'effetto Einstein-de Haas, o "rotazione per magnetizzazione", ed il suo inverso, l'effetto Barnett, o "magnetizzazione per rotazione".

## Definizioni

Spira piana percorsa da corrente I avente superficie S e momento μ

Solenoide in tre dimensioni

Prima del 1930 nei testi si definiva il momento magnetico utilizzando il concetto di "polo magnetico", in analogia con l'elettrostatica. Successivamente si è preferito considerare una spira percorsa da corrente elettrica: nel limite in cui le sue dimensioni diminuiscono mantenendo costante il prodotto tra corrente ed area si ottiene il modello per il dipolo magnetico.
Nel primo modello si può pensare ad un magnete come due poli magnetici di "carica magnetica" {\displaystyle p} aventi polarità opposta e separati da una certa distanza {\displaystyle {\boldsymbol {\ell }}}. Il momento magnetico {\displaystyle \mathbf {m} } che si genera è direttamente proporzionale alla carica e alla distanza che separa le cariche.
{\displaystyle \mathbf {m} =p{\boldsymbol {\ell }}}
Il verso della sua direzione punta inoltre dal polo sud al polo nord.
Nel secondo modello, che utilizza una spira di area {\displaystyle \mathbf {S} } percorsa da corrente {\displaystyle i}, si definisce il momento magnetico come il prodotto tra area e corrente nel seguente modo:
{\displaystyle \mathbf {m} =i\mathbf {S} }
e la direzione del vettore area segue la regola della mano destra. Per una spira qualsiasi il momento è dato da:
{\displaystyle \mathbf {m} =i\oint d\mathbf {S} }
e se la spira non giace su un piano:
{\displaystyle \mathbf {m} ={\frac {i}{2}}\int \mathbf {r} \times {\rm {{d}\mathbf {r} }}}
dove {\displaystyle \times } è il prodotto vettoriale e {\displaystyle \mathbf {r} } la posizione.
Nel caso più generale, il momento di una distribuzione spaziale arbitraria di corrente è dato dall'equazione:
{\displaystyle \mathbf {m} ={\frac {1}{2}}\int \mathbf {r} \times \mathbf {J} \,{\rm {d}}V}
dove {\displaystyle \mathbf {J} } è la densità di corrente relativa all'elemento di volume nel punto {\displaystyle \mathbf {r} }. Se si considera invece un insieme di cariche che si muovono, il momento è dato dalla precedente relazione sostituendo:
{\displaystyle \mathbf {J} =\rho \mathbf {v} }
con {\displaystyle \rho } la densità di carica e {\displaystyle \mathbf {v} } la velocità.
Per un solenoide, infine, il momento è fornito dalla somma vettoriale dei singoli momenti relativi ad ogni spira che lo compone. Dato un solenoide di {\displaystyle N} spire di area {\displaystyle \mathbf {S} }, si ha:
{\displaystyle \mathbf {m} =Ni\mathbf {S} }

### Unità di misura
Nel sistema internazionale (SI), la dimensione del dipolo magnetico è [ Area ]×[ corrente elettrica ], che si traduce in due notazioni equivalenti: 1 m²·A = 1 J/T.
Nel sistema CGS vi sono varie possibili unità di misura, delle quali le più usate sono ESU e EMU. Fra queste, ve ne sono due in particolare:
(ESU CGS) 1 statA·cm² = 3.33564095×10-14 (m²·A or J/T)
(EMU CGS) 1 erg/G = 1 abA·cm² = 10-3 (m²·A or J/T).
dove la seconda è usata più frequentemente.

Rappresentazione vettoriale della coppia magnetica su un dipolo. La coppia dipolare magnetica è data da un vettore uscente dal piano del disegno e ortogonale ad esso, qui è generata dalle forze F e -F, che giacciono sul piano del disegno.

## Interazione tra campo esterno e dipolo
L'energia potenziale associata ad un momento magnetico {\displaystyle \mathbf {m} } in un campo magnetico esterno {\displaystyle \mathbf {B} } è data da:
{\displaystyle U=-\mathbf {m} \cdot \mathbf {B} }
Se il campo magnetico esterno non è uniforme si manifesta una forza agente sul momento magnetico che è proporzionale al gradiente spaziale del campo. Esistono due espressioni per la forza agente sul dipolo, che sono relative ai due possibili modelli utilizzati. Se si considera il modello che utilizza una spira percorsa da corrente la forza è data da:
{\displaystyle \mathbf {F} _{\text{spira}}=\nabla \left(\mathbf {m} \cdot \mathbf {B} \right)}
mentre nel modello a dipolo:
{\displaystyle \mathbf {F} _{\text{dipolo}}=(\mathbf {m} \cdot \nabla )\mathbf {B} }
e l'una può essere espressa in termini dell'altra mediante la relazione:
{\displaystyle \mathbf {F} _{\text{spira}}=\mathbf {F} _{\text{dipolo}}+\mathbf {m} \times \left(\nabla \times \mathbf {B} \right)}
In assenza di correnti o campi elettrici variabili nel tempo {\displaystyle \nabla \times \mathbf {B} =0} e le due espressioni coincidono.
Il momento magnetico può essere definito anche in termini del momento meccanico {\displaystyle {\boldsymbol {\tau }}} che si genera in presenza di un campo magnetico esterno:
{\displaystyle {\boldsymbol {\tau }}=\mathbf {m} \times \mathbf {B} }
Il momento meccanico legato al momento magnetico è un caso unico di momento meccanico sempre esclusivamente torcente.

## Campo generato da un dipolo
In fisica classica il campo magnetico generato da un dipolo è calcolato considerando una spira percorsa da corrente elettrica. Nel limite in cui le sue dimensioni diminuiscono mantenendo costante il prodotto tra corrente ed area si ottiene il modello per il dipolo magnetico. Il potenziale magnetico della spira è dato dall'espressione:
{\displaystyle \mathbf {A} ={\frac {\mu _{0}}{4\pi }}{\frac {\mathbf {m} \times \mathbf {r} }{r^{3}}}+o\left({\frac {1}{r^{2}}}\right)}
dove {\displaystyle \mathbf {m} } è il momento di dipolo magnetico e {\displaystyle \mu _{0}} è la permeabilità magnetica del vuoto.
L'intensità del campo magnetico {\displaystyle \mathbf {B} } è data da:
{\displaystyle \mathbf {B} ({\mathbf {r} })=\nabla \times {\mathbf {A} }={\frac {\mu _{0}}{4\pi }}\left({\frac {3\mathbf {r} (\mathbf {m} \cdot \mathbf {r} )}{r^{5}}}-{\frac {\mathbf {m} }{r^{3}}}\right)}
Se si considera come modello di dipolo due cariche magnetiche opposte nel limite in cui la loro distanza e la loro carica diminuiscono in modo tale da mantenere il loro prodotto costante, in analogia con il dipolo elettrico, si ottiene il potenziale scalare magnetico:
{\displaystyle \psi ({\mathbf {r} })={\frac {{\mathbf {m} }\cdot {\mathbf {r} }}{4\pi r^{3}}}}
da cui si ha che l'intensità di {\displaystyle \mathbf {H} } è:
{\displaystyle {\mathbf {H} }({\mathbf {r} })=-\nabla \psi ={\frac {1}{4\pi }}\left({\frac {3\mathbf {r} (\mathbf {m} \cdot \mathbf {r} )}{r^{5}}}-{\frac {\mathbf {m} }{r^{3}}}\right)=\mathbf {B} /\mu _{0}}
Il campo generato da un dipolo è modellizzabile con una spira percorsa da corrente soltanto all'esterno della regione di spazio occupata dalla sorgente. Se si vuole studiare il campo interno, supponendo di diminuire l'estensione spaziale della spira si ottiene il campo limite:
{\displaystyle \mathbf {B} (\mathbf {x} )={\frac {\mu _{0}}{4\pi }}\left[{\frac {3\mathbf {n} (\mathbf {n} \cdot \mathbf {m} )-\mathbf {m} }{|\mathbf {x} |^{3}}}+{\frac {8\pi }{3}}\mathbf {m} \delta (\mathbf {x} )\right]}
dove {\displaystyle \mathbf {n} =\mathbf {x} /|\mathbf {x} |}, e l'espressione è valida all'interno del dipolo.
Se si considera il modello di dipolo che utilizza due cariche si ha:
{\displaystyle \mathbf {H} (\mathbf {x} )={\frac {1}{4\pi }}\left[{\frac {3\mathbf {n} (\mathbf {n} \cdot \mathbf {m} )-\mathbf {m} }{|\mathbf {x} |^{3}}}-{\frac {4\pi }{3}}\mathbf {m} \delta (\mathbf {x} )\right]}
I campi così ottenuti sono legati dalla relazione:
{\displaystyle \mathbf {B} =\mu _{0}(\mathbf {H} +\mathbf {M} )}
dove:
{\displaystyle \mathbf {M} (\mathbf {x} )=\mathbf {m} \delta (\mathbf {x} )}
è il vettore di magnetizzazione.

### Interazione tra dipoli

Sistemi di riferimento utilizzati nel calcolo della forza tra due dipoli magnetici

Utilizzando l'espressione del campo generato da un dipolo magnetico nell'approssimazione di trovarsi a grande distanza da esso (rispetto alle sue dimensioni), le precedenti espressioni assumono la forma:,
{\displaystyle B_{x'}(\mathbf {r} )={\frac {\mu _{0}}{4\pi }}m_{1}\left({\frac {3\cos ^{2}\theta -1}{r^{3}}}\right)}
{\displaystyle B_{y'}(\mathbf {r} )={\frac {\mu _{0}}{4\pi }}m_{1}\left({\frac {3\cos \theta \sin \theta }{r^{3}}}\right)}
dove {\displaystyle r} e {\displaystyle \theta } sono le coordinate locali rispetto all'origine posta in {\displaystyle \mathbf {m} _{1}} e orientata in modo tale da porre {\displaystyle \mathbf {m} _{1}} lungo l'asse x. In un sistema di coordinate globale si mostra che l'espressione della forza tra due dipoli è:
{\displaystyle F_{r}(\mathbf {r} ,\alpha ,\beta )=-{\frac {3\mu _{0}}{4\pi }}{\frac {m_{2}m_{1}}{r^{4}}}\left[2\cos(\phi -\alpha )\cos(\phi -\beta )-\sin(\phi -\alpha )\sin(\phi -\beta )\right]}
{\displaystyle F_{\phi }(\mathbf {r} ,\alpha ,\beta )=-{\frac {3\mu _{0}}{4\pi }}{\frac {m_{2}m_{1}}{r^{4}}}\sin(2\phi -\alpha -\beta )}
In notazione vettoriale:
{\displaystyle \mathbf {F} (\mathbf {r} ,\mathbf {m} _{1},\mathbf {m} _{2})={\dfrac {3\mu _{0}}{4\pi r^{5}}}\left[(\mathbf {m} _{1}\cdot \mathbf {r} )\mathbf {m} _{2}+(\mathbf {m} _{2}\cdot \mathbf {r} )\mathbf {m} _{1}+(\mathbf {m} _{1}\cdot \mathbf {m} _{2})\mathbf {r} -{\dfrac {5(\mathbf {m} _{1}\cdot \mathbf {r} )(\mathbf {m} _{2}\cdot \mathbf {r} )}{r^{2}}}\mathbf {r} \right]}
dove {\displaystyle \mathbf {r} } è la distanza tra {\displaystyle \mathbf {m} _{1}} e {\displaystyle \mathbf {m} _{2}}, con {\displaystyle r=\|\mathbf {r} \|}, mentre {\displaystyle \mathbf {F} } è la forza agente su {\displaystyle \mathbf {m} _{2}}, che ha la stessa direzione e verso opposto a quella agente su {\displaystyle \mathbf {m} _{1}}. Il momento torcente si ottiene inoltre con la formula seguente:
{\displaystyle {\boldsymbol {\tau }}=\mathbf {m} _{2}\times \mathbf {B} }
che fornisce:
{\displaystyle \tau =\|{\boldsymbol {\tau }}\|={\frac {\mu _{0}}{4\pi }}{\frac {m_{1}m_{2}}{r^{3}}}\left[3\cos(\phi -\alpha )\sin(\phi -\beta )+\sin(\beta -\alpha )\right]}
oppure:
{\displaystyle \tau ={\frac {\mu _{0}}{4\pi }}{\frac {m_{1}m_{2}}{r^{3}}}\left[\sin \eta -3\cos \theta \,\sin \left(\eta -\theta \right)\right]}
in coordinate locali.

## Particelle elementari
In fisica delle particelle il simbolo {\displaystyle \mu }  rappresenta il vettore momento magnetico, solitamente misurato attraverso il magnetone di Bohr o il magnetone nucleare, associato allo spin della particella e/o al moto orbitale della particella nel sistema.
I valori che il momento e lo spin intrinseco di alcune particelle elementari assume sono:
| Particella | Momento di dipolo magnetico nel SI (10−27 J/T) | numero quantico di spin |
| ---------- | ---------------------------------------------- | ----------------------- |
| elettrone  | -9284.764                                      | 1/2                     |
| protone    | +14.106067                                     | 1/2                     |
| neutrone   | -9.66236                                       | 1/2                     |
| muone      | -44.904478                                     | 1/2                     |
| deuterio   | +4.3307346                                     | 1                       |
| Trizio     | +15.046094                                     | 1/2                     |